# Saint-Germain-des-Prés (París)

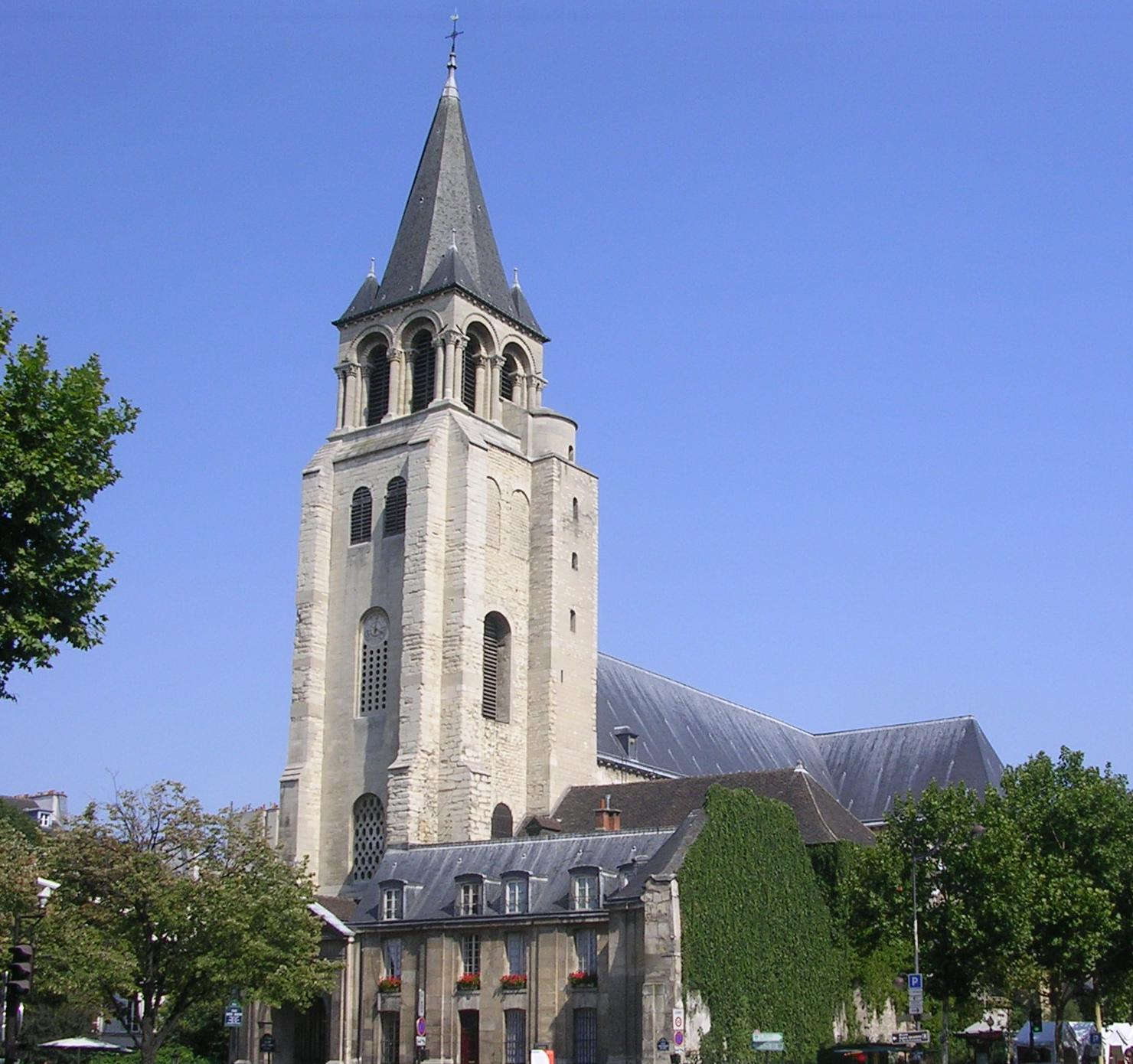
La iglesia Saint-Germain-des-Prés, situada en la plaza del mismo nombre.

Saint-Germain-des-Prés es un barrio situado en el VI Distrito de París, alrededor de la iglesia de la antigua abadía de Saint-Germain-des-Prés. Sus habitantes se denominan "germanopratinos".

## La edad de oro de Saint-Germain-des-Prés
A partir del final de la Segunda Guerra Mundial, el barrio de Saint-Germain-des-Prés se convirtió en uno de los lugares más destacados de la vida intelectual y cultural parisina. Filósofos, escritores, actores y músicos se mezclaban en las brasseries y en los locales nocturnos (allí se inventó el bebop) donde el pensamiento existencialista cohabitaba con el jazz estadounidense. Música por antonomasia del Saint-Germain-des-Prés de la posguerra, el jazz reinaba en las llamadas "cuevas" (caves) cuya imagen y ambiente caracterizaron el Saint-Germain-des-Prés de aquella época. La más reputada fue sin lugar a duda Le Tabou, situado en el n.º.33 de la calle Dauphine, donde tocaban los hermanos Vian, y que frecuentaron un buen número de jazzmen norteamericanos como Charlie Parker y Miles Davis.
Una vez pasada la efervescencia de la posguerra, Saint-Germain-des-Prés fue también el lugar de encuentro favorito de los artífices y actores de la Nouvelle Vague, a finales de los años 50 y principios de los 60.

## Saint-Germain-des-Prés desde finales delsigloXX

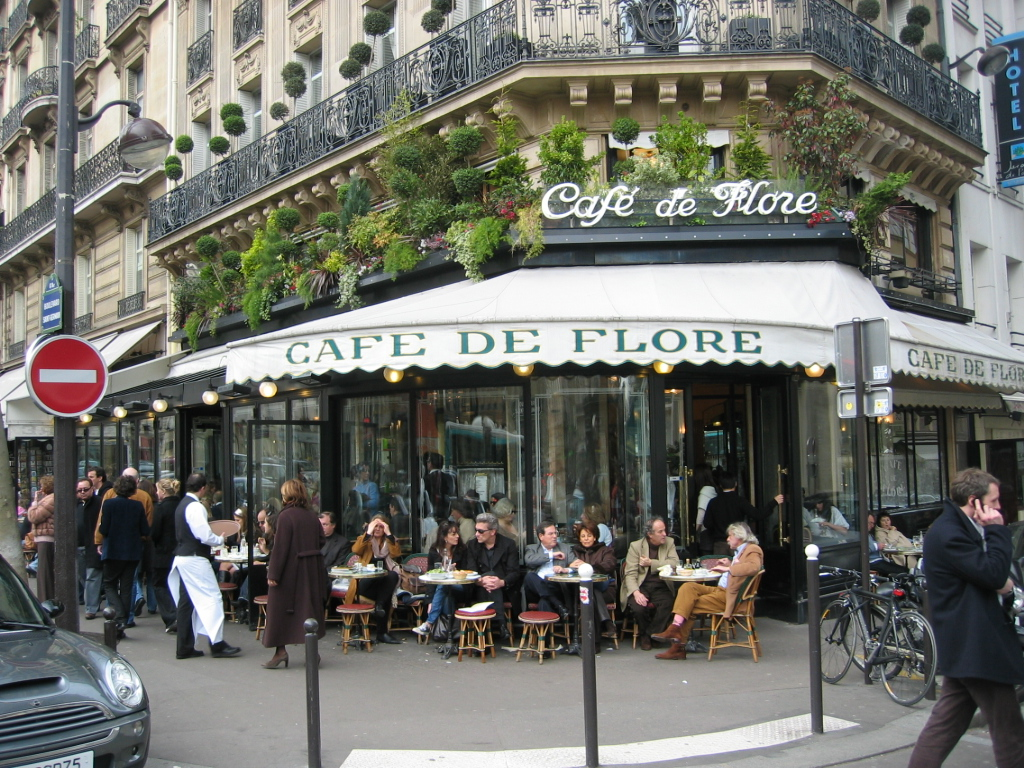
Café de Flore.

Hoy en día, el barrio ha perdido en buena medida el prestigio intelectual del que gozaba en su época dorada, la de Jean-Paul Sartre y de Simone de Beauvoir, de la actriz y cantante  emblemática Juliette Gréco, de los realizadores Jean-Luc Godard y François Truffaut, de los poetas como Jacques Prévert o de artistas como Giovanni Giacometti o Boris Vian. Sin embargo, todavía se puede encontrar a  muchos artistas en las terrazas de cafés como Les Deux Magots o el Café de Flore. La Brasserie Lipp sigue siendo un lugar de reunión para periodistas, actores y actrices en boga, y políticos (François Mitterrand fue fiel cliente hasta su elección a la Presidencia de la República Francesa en 1981).
Los edificios del siglo XVII han sido preservados, pero el cambio ya es patente. Las tiendas de  moda, cada vez más lujosas, están sustituyendo poco a poco a las pequeñas tiendas y a las librerías, y Saint-Germain-des-Prés está entre los barrios residenciales más caros de París.
En Saint-Germain-des-Prés se encuentra el Institut de France (Instituto de Francia), una institución creada en el siglo XVII que alberga, entre otras, la Académie Française (Academia de la lengua francesa) y la Académie des Beaux-Arts (Academia de Bellas Artes). Tal vez por la proximidad de esta última, la vocación artística de Saint-Germain-des-Prés no ha declinado, y sigue siendo el barrio de las galerías de arte por excelencia. Desde 1998, una asociación que cuenta con 64 galerías germanopratinas (cifra de 2009), promueve las actividades del ramo en el barrio.

## Transportes
Estaciones del metro de París en Saint-Germain-des-Prés:
- Saint-Germain-des-Prés (L4), inaugurada en 1910.
- Saint-Sulpice (L4), inaugurada en 1910.
- Mabillon (L10), inaugurada en 1925.